# Takuya Kakine
Takuya Kakine (垣根 拓也 Kakine Takuya?), född 3 oktober 1991 i Shiga prefektur, är en japansk fotbollsspelare.
Kakine började sin karriär 2014 i FC Machida Zelvia. Efter FC Machida Zelvia spelade han för Grulla Morioka, Fujieda MYFC och Blaublitz Akita.